# Allium cardiostemon
Allium cardiostemon är en amaryllisväxtart som beskrevs av Fisch. och Carl Anton von Meyer. Allium cardiostemon ingår i släktet lökar, och familjen amaryllisväxter. Inga underarter finns listade i Catalogue of Life.